# Openbaring van Paulus
De Openbaring van Paulus is een apocrief geschrift van het Nieuwe Testament dat wordt gerekend tot de apocalyptische literatuur. Deze openbaring moet niet verward worden met de gnostische Openbaring van Paulus. Deze openbaringen hebben wel enige overeenkomsten. In beide geschriften wordt een uitwerking en interpretatie gegeven aan de tekst in 2 Korintiërs 12:2-4 waarin Paulus spreekt over iemand die weggevoerd wordt naar het paradijs in de derde hemel. Beide openbaringen interpreteren dit als een hemelreis van Paulus. In 2 Korintiërs verwoordt Paulus de onzekerheid in welke staat hij de hemelreis maakte: "In zijn lichaam of buiten zijn lichaam, dat weet ik niet, dat weet God alleen". In de gnostische exegese is het duidelijk buiten zijn stoffelijk lichaam. In beide openbaringen bezoekt Paulus de hel. De beschrijving van de straffen daar heeft in deze Openbaring van Paulus een gelijkenis met de oudere tekst van de Openbaring van Petrus. 

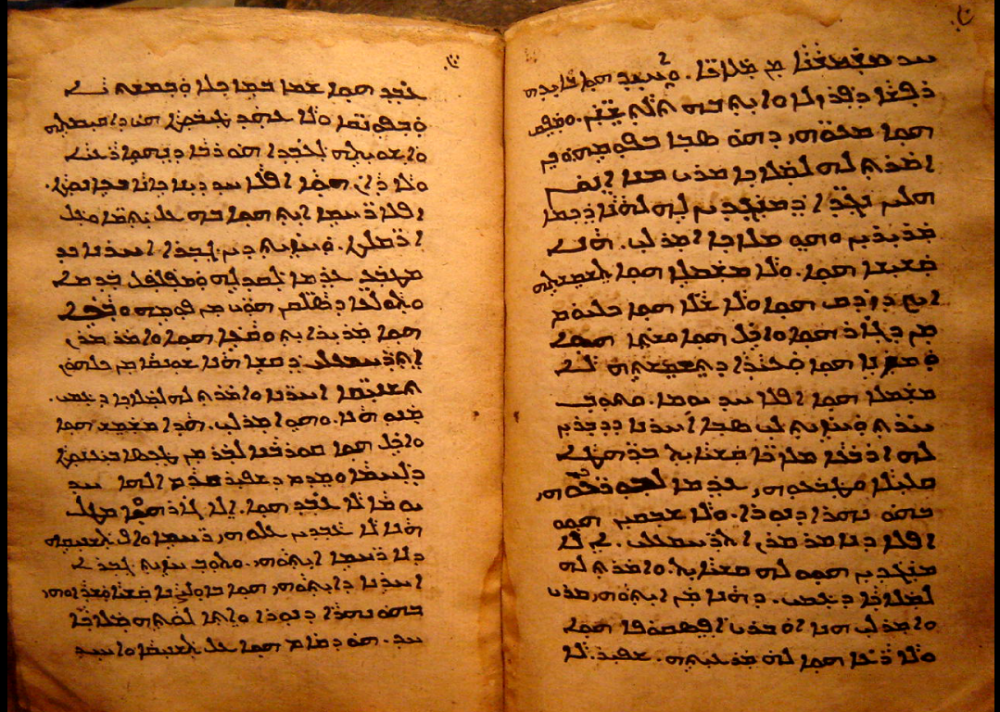
Pagina's uit een Syrisch manuscript van de zevende eeuw van de Openbaring van Paulus

De meeste onderzoekers nemen aan dat de oorspronkelijke tekst van de openbaring omstreeks het jaar 240 in het Grieks en in Egypte werd geschreven. Origenes (185-254) was bekend met de tekst. De nu bekende versie van de openbaring dateert uit eind vierde eeuw, begin vijfde eeuw. In de inleiding staat een passage waarin vermeld wordt dat de tekst herontdekt werd in de stad Tarsus tijdens het consulaat van Theodosius Augustus de Jongere en Kynegius. Deze passage heeft geleid tot verschillende interpretaties van het jaartal: 388 of 420. De passage is waarschijnlijk pas in die periode toegevoegd. Deze tekst werd vertaald in het Latijn, Syrisch, Armeens en Oudkerkslavisch. Er is een Ethiopische versie waarin de Maagd Maria de rol heeft van Paulus en die bekend staat als de Openbaring van de Maagd. 
Een eerste versie van de Griekse tekst werd in 1843 ontdekt door Konstantin von Tischendorf, die in 1866 hiervan een eerste editie publiceerde. De Latijnse tekst was met name in de vroege middeleeuwen en de elfde en twaalfde eeuw populair. Tot in de vijftiende eeuw werden twaalf verschillende bewerkingen van de tekst geproduceerd. Veel van die bewerkingen werden vertaald in Europese volkstalen. De invloed van de Openbaring van Paulus op het denken over hemel en hel duurde voort tot de periode van de renaissance.

## Inhoud
Na de inleiding komt het woord van de Heer tot Paulus waarin de mens wordt aangeklaagd wegens verkeerd handelen en het blijven leven in zonde. De maan en de sterren hebben zich bij God beklaagd over de wandaden van de mens. Hier wordt de bedoeling van de openbaring duidelijk gemaakt. Paulus dient na de openbaring het volk duidelijk te maken dat het in zonde leeft en dit niet onbestraft zal blijven. Het volgende deel handelt over de engelen. Die hebben de taak God te loven en om God verslag uit te brengen over de daden van de mens. Het deel hierna handelt over het oordeel over de rechtvaardigen en de zondaars. 
De tekst vervolgt met een eerste bezoek van Paulus aan het paradijs in de derde hemel waar hij Henoch ontmoet. In Genesis 5:24 staat de passage dat Henoch in nauwe verbondenheid met God wandelde en op de leeftijd van 365 jaar door God werd opgenomen. Die zin heeft met name in de joodse literatuur tot een groot aantal speculaties geleid. Het werd geïnterpreteerd in de zin dat Henoch als levend mens de hemel bereikte. Het is echter aan gewone stervelingen niet gegeven deze hemel te bezoeken en Paulus moet weer afdalen naar de tweede hemel.
Het paradijs wordt verder beschreven met beelden als bijvoorbeeld bomen die duizenden vruchten dragen en wijnstokken met tienduizenden trossen. De begeleidende engel vertelt Paulus dat God in het paradijs overvloedig geschenken zal geven aan de rechtvaardigen. Aan de mensen die de kuisheid van hun huwelijk hebben bewaard door in onthouding te leven alsmede aan de maagden en diegenen die zich tot de dood hebben opgeofferd om de naam van de Heer zullen nog zevenmaal grotere dingen worden gegeven. Paulus wordt ondergedompeld in het Acherusische meer en bezoekt de stad van Christus. Die stad is helemaal van goud met twaalf muren waaromheen vier rivieren stromen van melk, honing, wijn en olie. Aan het eind van dit deel ontmoet hij in deze stad ook nog David.

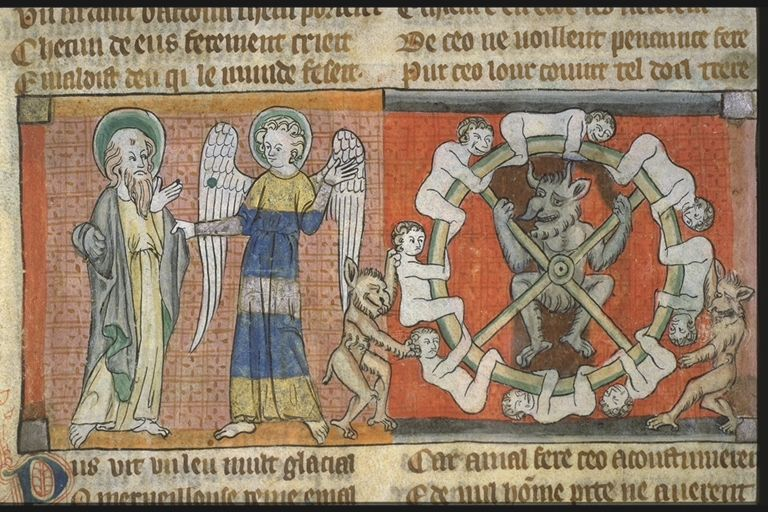
Illustratie uit een Frans manuscript uit de twaalfde eeuw van het bezoek van Paulus aan de hel

In het volgende deel van de tekst bezoekt Paulus de hel en ziet de straffen die opgelegd worden aan zondaars. Uit dit gedeelte wordt duidelijk dat de auteur kennis had van de tekst van de Openbaring van Petrus. Dit tekstdeel heeft een vergelijkbare structuur en opzet. Er zijn echter wel opmerkelijke verschillen in de zonden die gestraft worden en die duidelijk maken dat de Openbaring van Paulus een christelijk werk is waar joodse invloed vrijwel geheel ontbreekt. Ongeveer de helft van de beschreven 25 types zonden heeft betrekking op aspecten als onjuist gedrag ten opzichte van een priester of ontkennen van christelijke dogma's. Een van de hoofdstukken in dit tekstdeel is een aanklacht tegen de joden die Jezus hebben verworpen. De zonde van het vervolgen van christenen ontbreekt alsmede afgodendienaars en apostasie. Het maakt duidelijk dat de nu bekende tekst geschreven moet zijn in een periode dat het christendom al de dominante godsdienst in het Romeinse Rijk geworden was. 
Paulus heeft enig medeleven met de zondaars en weet voor hen te regelen dat op de zondag, de dag des Heren, de straffen niet zullen worden uitgevoerd. 
In het laatste deel van de openbaring bezoekt Paulus voor de tweede maal het paradijs Hij ontmoet daar een groot aantal personen uit het Oude en Nieuwe Testament, waaronder Maria, de twaalf aartsvaders, Mozes, Jesaja, Jeremia, Job, Noach, Elisa en Elia, de profeet van God. Elia had gebeden en om zijn woord had het drie jaar niet geregend op aarde vanwege de zonden van de mens. De begeleidende engel zegt dat God rechtvaardig is en de wil doet van zijn dienaren. De engelen hadden God vele malen gesmeekt om regen, maar pas wanneer zijn dienaar Elia hierom zou bidden en vragen zou God regen over de aarde zenden. Hier eindigt de tekst van de openbaring.

## Invloeden
De auteur gebruikt elementen uit zowel het Oude als het Nieuwe Testament. Daarnaast zijn er elementen ontleend aan de Griekse mythologie. Er worden termen gehanteerd als de Tartaros voor de onderwereld, het Acherusische meer en er zijn straffen als bijvoorbeeld de Tantaluskwelling. De auteur heeft het werk voor een deel gebaseerd op de Openbaring van Petrus. Dat is een geschrift dat ontstaan is in een joods christelijke milieu. De openbaring van Paulus is echter duidelijk een christelijk geschrift waarin nauwelijks andere invloeden voorkomen.